# Eri Tanaka
Pour les articles homonymes, voir Tanaka.
 Eri Tanaka (たなか えり, Tanaka Eri), née le 7 février 1977 dans la préfecture de Kanagawa au Japon, est une comédienne japonaise aujourd’hui spécialisée dans la postsynchronisation et le doublage. Ne pas confondre avec son homonyme née en 1954, également comédienne japonaise.

## Filmographie

### Séries télévisées
- 1996 : Chōkō senhi Changerion (超光戦士シャンゼリオン?) : apparition
- 1997 : Denji Sentai Megaranger (電磁戦隊メガレンジャー?) : Chisato Jogasaki / Megayellow
- 2000 : Kamen Rider Kūga (仮面ライダークウガ?)  : Nozomi Sasayama
- 2003 : Suekkochōnan ane sannin (末っ子長男姉三人?) : Kyoko / apparition
- 2006 : Gōgō Sentai Boukenger (轟轟戦隊ボウケンジャー?) : mère de Lem Lia dans les épisodes no 33 et 34

### Shows télévisés
- 1998-2000 : KING's BRUNCH (王様のブランチ?)
- 1999-2003 : Midnight Brunch (王様のお夜食, Ousama no oyashoku?)

### Émissions radiophoniques
- 2002-2004 : BAY LINE 7300

### Films
- 2003 : Yume no kichi (夢の希地?) : apparition
- 2004 : Norio no heya (紀雄の部屋?) : apparition
- 2007 : Himegemuri (秘メ煙?) : Wakako Suzuki

### Vidéofilms
- 1998 : Denji Sentai Megaranger tai Carranger (電磁戦隊メガレンジャー VS カーレンジャー?) : Koichirō Endō / Megablack
- 1999 : Seijū sentai Gingaman tai Megaranger (星獣戦隊ギンガマン VS メガレンジャー?) : Koichirō Endō / Megablack

### Doublages
- 2000 : Power Rangers dans l'espace (Power Rangers in Space) : Yellow ranger, La mère, la petite fille.
- 2001 : Power Rangers : L'Autre Galaxie (Power Rangers: Lost Galaxy) : Yellow ranger / Saya
- 2003 : Power Rangers : Sauvetage éclair (Power Rangers: Lightspeed Rescue) : Galaxy yellow ranger / Maya